# 蘆嶺駅
蘆嶺駅（ノリョンえき）は、大韓民国全北特別自治道井邑市にある韓国鉄道公社（KORAIL）の駅である。2017年現在、停車する旅客列車は存在しない。

## 路線
- 韓国鉄道公社
  - 湖南線

## 駅周辺
- タウォンシス 井邑工場

## 歴史
- 1970年1月16日 - 開業。
- 2008年1月1日 - 旅客取扱中止。

## 隣の駅
韓国鉄道公社
湖南線
井邑駅 - (川原駅) - 蘆嶺駅 - 白羊寺駅